# 朱錫修
朱錫修（：／ Ju Seok-soo，1962年12月4日—），是大韓民國政治人物，現任第9任釜山廣域市蓮堤區區廳長。

## 選舉
2018年第7次全國同步地方選舉中，以無黨派身份挑戰蓮堤區，但以第三名落敗。
在2022年第8次全國同時地方選舉中，以國民力量候選人在蓮堤區區廳長競選中以壓倒性優勢戰勝了現任區長、共同民主黨候選人李星門，並當選為區廳長。